# Gṛhastha
Il gṛhastha (in sanscrito गृहस्थ, lett. "occuparsi della casa, della famiglia", anglizzato in grihastha) è la seconda delle quattro fasi della vita individuale di un uomo dedito alla religione induista. Come suggerisce il nome, si riferisce alla formazione e al mantenimento di una famiglia, quindi al matrimonio e a tutti i doveri che ne seguono: l'occupazione lavorativa, l'educazione dei figli e far sì che il proprio nucleo familiare segua le regole del Dharma.
Anticamente era considerata la fase della vita più importante a livello sociale, dal momento che è in questa non solo l'uomo cerca di costruirsi una vita virtuosa, ma produce cibo e benessere per gli appartenenti agli altri momenti della vita. Un altro motivo è che comunque questo periodo, che va dai 24 ai 48 anni, è il più intenso sul piano emotivo, sessuale e lavorativo.
Secondo la cultura indiana, nonostante ciò, è comunque una fase non necessaria; infatti si può scegliere di saltare il Grihastha e il Vanaprastha, la terza fase, per arrivare direttamente di alla scelta della rinuncia, il Saṃnyāsa, per un miglioramento spirituale e non materiale.